# 凤庆河

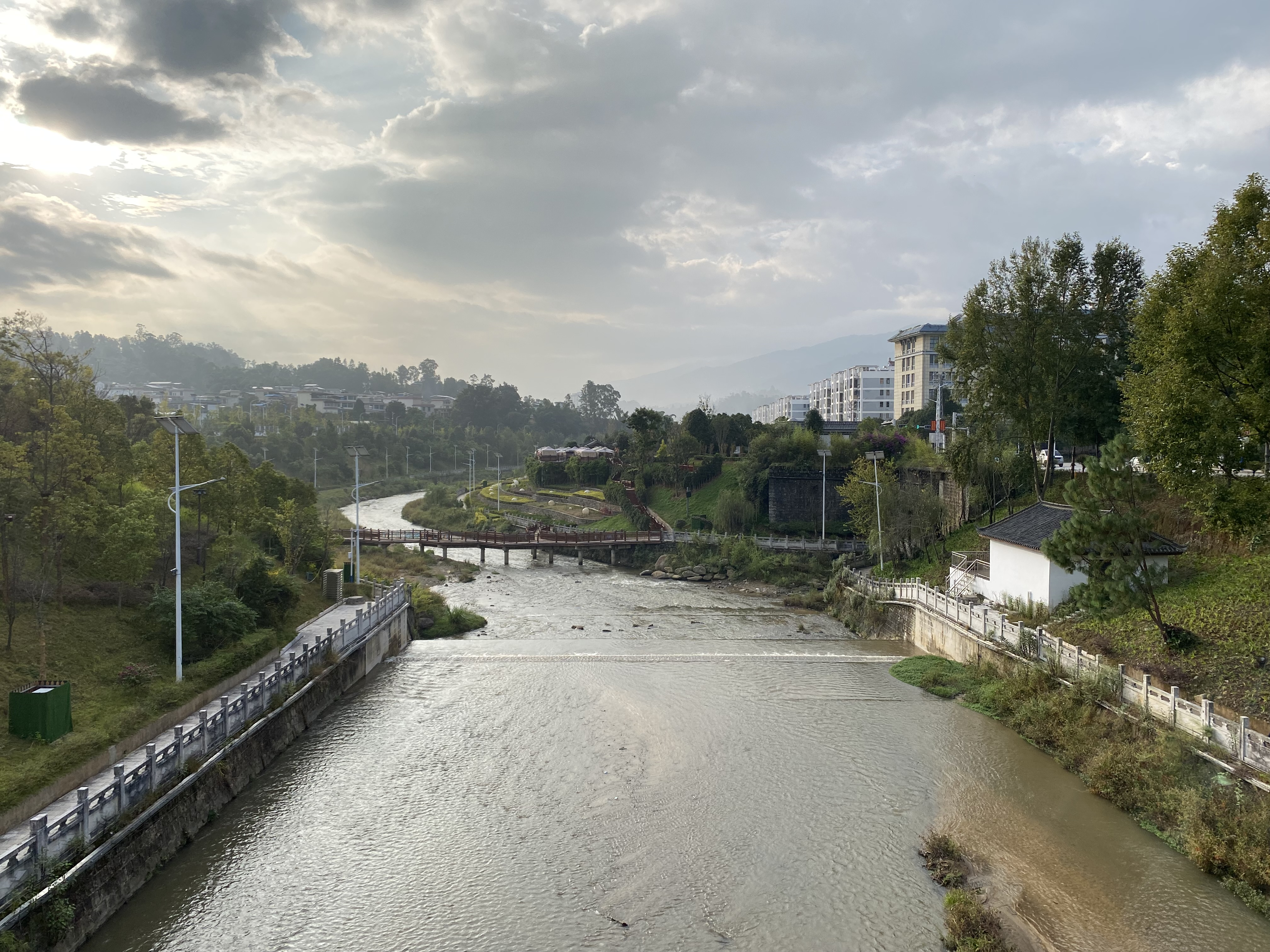
流经凤庆县城的凤庆河

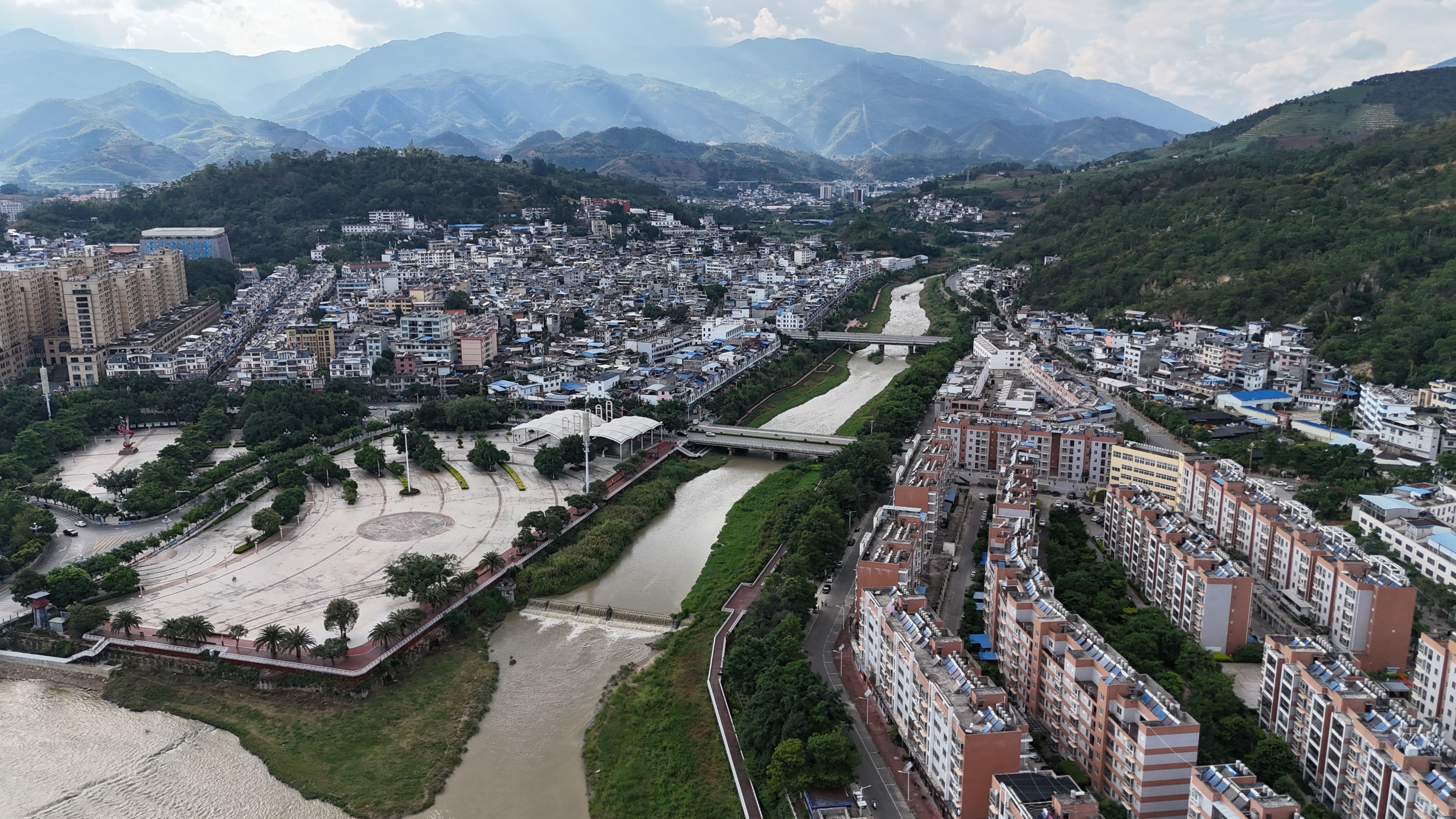
流经云县县城的凤庆河，汇入罗闸河

凤庆河，也称迎春河、北桥河，位于中国云南省西南部，是罗闸河左岸支流。发源于凤庆县凤山镇红塘村西北的大围龙，发源地高程2060米，蜿蜒向东南流经凤庆县城凤山镇城区和洛党镇，过洛党镇大兴村后进入云县，于云县县城爱华镇城区北部汇入罗闸河。河长48.3千米，流域面积481.2平方千米。落差1320米，河道平均比降16‰。多年平均流量11.7立方米每秒。